# Ки Бобе
Ки Бобе (кореј. 기보배; 20. фебруар 1988) стреличарка је из Јужне Кореје. На летњим олимпијским играма 2012. године у Лондону освојила две златне медаље, у појединачном и екипном такмичењу. Четири године касније у Рио де Жанеиру злато је поновила у екипној конкуренцији док је појединачно дошла до бронзе.